# Darya-ye Noor

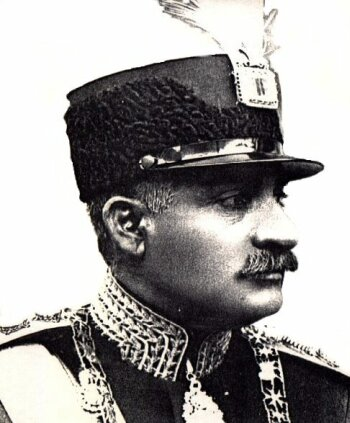
Reza Pahlavi llevando el diamante en su gorro.

El Darya-ye Noor (persa: دریای نور, "Mar de luz", u "Océano de luz"), es uno de los diamantes más grandes del mundo, con un peso estimado de 182 quilates (36 gramos). Su color, rosado pálido, es uno de los más difíciles de encontrar en los diamantes. El Darya-ye Noor es parte de las Joyas de la Corona Iraní del Banco Central de Irán en Teherán.

## Historia
Este diamante, como el Koh-i-Noor, fue extraído en una de las mina Kollur de Golconda en India, y era propiedad de los emperadores mogoles.
En 1739, Nadir Shah de Irán invadió el norte de India, ocupando Delhi para luego masacrar a muchos de sus habitantes. Como pago por devolver la corona de la India al emperador mogol, Muhammad se llevó todo el tesoro de los mogoles, incluyendo el Darya-ye-Noor, además del Koh-i-Noor y el Trono del Pavo real. 
Todos estos tesoros fueron llevados a Irán por Nadir Shah y el Darya-ye-noor ha permanecido allí desde entonces.
Después de la muerte de Nadir Shah, el Darya-ye Noor fue heredado por su nieto, Shahrokh Mirza. Después fue de Khan khozeimeh, y después, a Lotf Ali Khan Zand, miembro de la dinastía Zand de Irán. Agha Mohammad Khan, fundador de la dinastía Qajar, derrotó a los zans, y el Darya-ye-noor pasó a manos de los Qajar. 
Fath Ali Shah Qajar tiene su nombre inscrito en una de las caras del diamante. Nasser-al-Din Shah Qajar solía usarlo en un brazalete. Aparentemente creía que 
este diamante había pertenecido a Ciro el grande. Cuando los brazaletes dejaron de estar de moda, lo usó como broche. A veces, la gema quedaba a cargo de altas personalidades del país, como un honor. Con el tiempo, se mantuvo en el museo de tesoros del Palacio de Golestán, hasta que Mozaffar al-Din Shah Qajar lo usó como decoración en su gorro mientras visitaba Europa en 1902. Reza Shah, fundador de la dinastía Pahlavi, usó el diamante como elemento decorativo de su gorra militar durante su coronación en 1926, y también se usó durante la ceremonia de coronación de Mohammad Reza Shah Pahalavi en 1967.

## Posible asociación

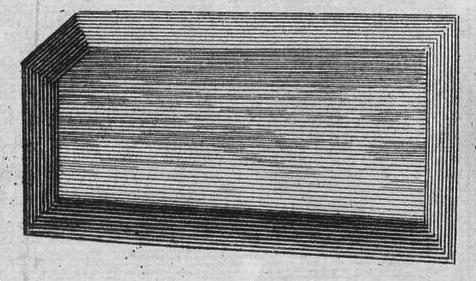
Gran dibujo de mesa de Jean-Baptiste Tavernier

En 1965, un equipo de investigación canadiense llegó a la conclusión de que el Narya-e-Noor pudo haber sido parte de un gran diamante rosado que había estado en el trono del emprerador mogol Shah Jahan, y que había sido descrito en el diario del joyero francés Jean-Baptiste Tavernier en 1642, quien lo llamó «Diamanta Grande Table». Este diamante pudo haber sido cortado en dos piezas; la pieza grande es el Darya-e-noor; la pieza pequeña que se cree de 60 quilates (12 gramos), sería el diamante Noor-ol-Ein, encastrado en una tiara también en la colección imperial iraní.